# Ely Esterilla
Ely Jair Esterilla Castro (n. Guayaquil, Ecuador; 6 de febrero de 1993) es un futbolista ecuatoriano. Juega como delantero y actualmente se encuentra como agente libre.

## Trayectoria

### Inicios
En el 2009, lideró la tabla de artilleros con 50 goles en 38 partidos disputados para el campeonato nacional sub-16. Tenía 10 años cuando llegó a la cantera del Rocafuerte y desde entonces se acostumbró a salir campeón . Siete años más tarde, exactamente el 4 de septiembre de 2010, tuvo el ansiado debut en Primera, a partir de ahí ha ido sumando minutos y experiencia.

### Santos Laguna
En junio de 2012 se confirmó su traspaso a las fuerzas básicas del Santos Laguna de México. El 30 de noviembre de 2013 Santos venció de visitante por marcador de 0-1 al Club León en el estadio León y así se coronó campeón del Torneo Apertura 2013 Sub-20.

### Barcelona
En el 2014 es fichado por Barcelona Sporting Club.

### Deportivo Cuenca
En el 2020 es fichado por Deportivo Cuenca.

### 9 de Octubre
En diciembre de 2021 se anunció su llegada al 9 de Octubre Fútbol Club.

### Cuniburo F. C.
En el campeonato 2023 de la Serie B del fútbol ecuatoriano, militó en el Cuniburo F. C.

## Selección nacional

### Categorías inferiores

#### Participaciones en Sudamericanos
| Campeonato                  | Sede      | Resultado   | Partidos | Goles |
| --------------------------- | --------- | ----------- | -------- | ----- |
| Sudamericano Sub-20 de 2013 | Argentina | Sexto lugar | 9        | 4     |

## Estadísticas
Actualizado al último partido jugado el 10 de mayo de 2023.

### Clubes
| Rocafuerte F. C. · Ecuador                                                                                   |               |               |     |    |   |    |    |     |     |    |
| 2.ª | 2010          | 1             | 0   | -  | - | -  | -  | 1   | 0   |    |
| 2.ª | 2011          | 10            | 0   | -  | - | -  | -  | 10  | 0   |    |
| 2.ª | 2012          | 8             | 2   | -  | - | -  | -  | 8   | 2   |    |
| Total club                                                                                                   | Total club    | 19            | 2   | -  | - | -  | -  | 19  | 2   |    |
| Santos Laguna · México                                                                                       |               |               |     |    |   |    |    |     |     |    |
| 1.ª | 2012-13       | 0             | 0   | -  | - | -  | -  | 0   | 0   |    |
| 1.ª | 2013          | 0             | 0   | -  | - | -  | -  | 0   | 0   |    |
| Total club                                                                                                   | Total club    | 0             | 0   | -  | - | -  | -  | 0   | 0   |    |
| Barcelona S. C. · Ecuador                                                                                    |               |               |     |    |   |    |    |     |     |    |
| 1.ª | 2014          | 37            | 6   | -  | - | 3  | 0  | 40  | 6   |    |
| 1.ª | 2015          | 31            | 7   | -  | - | 5  | 2  | 36  | 9   |    |
| 1.ª | 2016          | 38            | 11  | -  | - | 2  | 0  | 40  | 11  |    |
| 1.ª | 2017          | 27            | 1   | -  | - | 8  | 0  | 35  | 1   |    |
| 1.ª | 2018          | 34            | 4   | -  | - | 2  | 0  | 36  | 4   |    |
| 1.ª | 2019          | 14            | 1   | 3  | 1 | 2  | 1  | 19  | 3   |    |
| 1.ª | 2020          | 6             | 2   | 0  | 0 | 3  | 0  | 9   | 2   |    |
| Total club                                                                                                   | Total club    | 187           | 32  | 3  | 1 | 25 | 3  | 215 | 36  |    |
| Deportivo Cuenca · Ecuador                                                                                   |               |               |     |    |   |    |    |     |     |    |
| 1.ª | 2020          | 8             | 0   | 0  | 0 | -  | -  | 8   | 0   |    |
| Total club                                                                                                   | Total club    | 8             | 0   | 0  | 0 | -  | -  | 8   | 0   |    |
| Olmedo · Ecuador                                                                                             |               |               |     |    |   |    |    |     |     |    |
| 1.ª | 2021          | 3             | 0   | 0  | 0 | -  | -  | 3   | 0   |    |
| Total club                                                                                                   | Total club    | 3             | 0   | 0  | 0 | -  | -  | 3   | 0   |    |
| 9 de Octubre F. C. · Ecuador                                                                                 |               |               |     |    |   |    |    |     |     |    |
| 1.ª | 2022          | 2             | 0   | 0  | 0 | 2  | 0  | 4   | 0   |    |
| Total club                                                                                                   | Total club    | 2             | 0   | 0  | 0 | 2  | 0  | 4   | 0   |    |
| Cuniburo F. C. · Ecuador                                                                                     |               |               |     |    |   |    |    |     |     |    |
| 2.ª | 2023          | 4             | 0   | 0  | 0 | 0  | 0  | 4   | 0   |    |
| Total club                                                                                                   | Total club    | 4             | 0   | 0  | 0 | 0  | 0  | 4   | 0   |    |
| Total carrera                                                                                                | Total carrera | Total carrera | 223 | 34 | 3 | 1  | 27 | 3   | 253 | 38 |
| (1) Incluye datos de la Copa Ecuador. (2) Incluye datos de la Conmebol Libertadores y Conmebol Sudamericana. |               |               |     |    |   |    |    |     |     |    |

## Selección nacional
Fue convocado para disputar el Campeonato Sudamericano de Fútbol Sub-20 de 2013, en donde fue el goleador de la su selección con 4 goles.
Siendo suplente en Barcelona, fue llamado por primera vez a la selección mayor en octubre del 2015, en los partidos de eliminatorias rumbo a Rusia 2018 contra Uruguay y Venezuela. Se lesionó y fue desafectado de la convocatoria.

## Palmarés

### Campeonatos nacionales
| Título            | Club             | País    | Año  |
| ----------------- | ---------------- | ------- | ---- |
| Segunda Categoría | Rocafuerte F. C. | Ecuador | 2008 |
| Primera División  | Santos Laguna    | México  | 2013 |
| Serie A           | Barcelona S. C.  | Ecuador | 2016 |
| Serie A           | Barcelona S. C.  | Ecuador | 2020 |

### Distinciones individuales
| Distinción                                            | Otorgada por | Año  |
| ----------------------------------------------------- | ------------ | ---- |
| Incluido en el 11 Ideal de la Copa Banco del Pacífico | AFE          | 2016 |
| Mejor gol de la Copa Banco del Pacífico               | AFE          | 2016 |